# رابین ساکسبی
رابین ساکسبی (انگلیسی: Robin Saxby؛ ۴ فوریهٔ ۱۹۴۷ – ) کارآفرین، بازرگان و مدیر ارشد اجرایی بریتانیایی است، که در سال ۱۹۹۰ شرکت آرم هولدینگز را تأسیس کرد.